# Comtat de Hudson
El Comtat de Hudson (en anglès, Hudson County) és un Comtat dels Estats Units al nord-est de l'estat de Nova Jersey. Rep el nom per la seva situació a la riba oest del riu Hudson, el qual es va anomenar per Henry Hudson, el primer explorador de la zona l'any 1609.
Forma part de l'àrea metropolitana de Nova York. La seu del comtat i la ciutat més gran és Jersey City.
En l'estimació del cens de l'any 2019, el Comtat de Hudson tenia 672.391 habitants, sent el quart comtat més poblat de l'estat i el que compta amb més densitat de població, a pesar de ser el més petit en superfície.

## Localitats

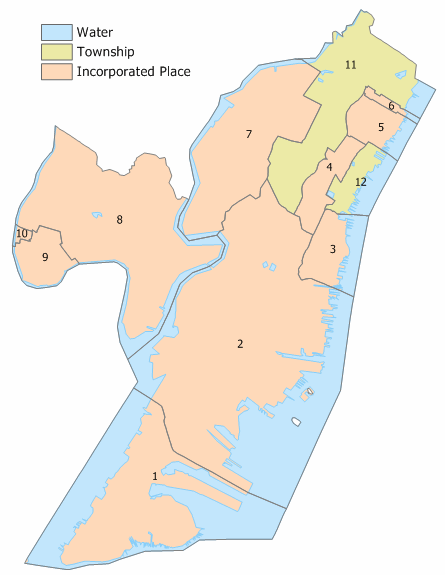
Mapa amb les localitats del Comtat de Hudson

| Localitat        | Número al mapa | Tipus   | Població. | Àrea total (milles quadrades) | Densitat de població (milles quadrades) |
| ---------------- | -------------- | ------- | --------- | ----------------------------- | --------------------------------------- |
| Bayonne          | 1              | Ciutat  | 63,024    | 11.08                         | 10,858.3                                |
| East Newark      | 10             | Borough | 2,406     | 0.12                          | 23,532.1                                |
| Guttenberg       | 6              | Ciutat  | 11,176    | 0.24                          | 57,116.0                                |
| Harrison         | 9              | Ciutat  | 13,620    | 1.32                          | 11,319.3                                |
| Hoboken          | 3              | Ciutat  | 50,005    | 2.01                          | 39,212.0                                |
| Jersey City      | 2              | Ciutat  | 247,597   | 21.08                         | 16,736.6                                |
| Kearny           | 8              | Ciutat  | 40,684    | 10.19                         | 4,636.5                                 |
| North Bergen     | 11             | Poble   | 60,773    | 5.57                          | 11,838.0                                |
| Secaucus         | 7              | Ciutat  | 16,264    | 6.60                          | 2,793.7                                 |
| Union City       | 4              | Ciutat  | 66,455    | 1.28                          | 51,810.1                                |
| Weehawken        | 12             | Poble   | 12,554    | 1.48                          | 15,764.6                                |
| West New York    | 5              | Ciutat  | 49,708    | 1.33                          | 49,341.7                                |
| Total del comtat |                | Comtat  | 634,266   | 62.31                         | 13,731.4                                |

## Política
El Partit Demòcrata és el més votat al comtat de Hudson. Des del 1900 el Partit Republicà només hi ha guanyat cinc en unes eleccions presidencials.